# Parafia Narodzenia Najświętszej Maryi Panny w Rogach
Parafia Narodzenia Najświętszej Maryi Panny w Rogach – rzymskokatolicka parafia położona w Rogach. Parafial należy do dekanatu Niemodlin w diecezji opolskiej.

## Historia parafii
Parafia w źródłach pisanych wzmiankowana po raz pierwszy w sporządzonym w latach 1335–1342 przez Galharda de Carceribus rejestrze parafii – dłużników sześcioletniej dziesięciny Soboru w Vienne. Następnie parafia w Rogach wymieniona jest w „Die Rechnung...” – rejestrze świętopietrza w archidiakonacie opolskim z 1447 roku. 
W późniejszym okresie brak jest wiarygodnych informacji o losach parafii w źródłach pisanych. Ze źródeł pośrednich wiadomo jednak, że w roku 1522 istniała w miejscowości świątynia, świadczy o tym dzwon z napisem minuskułą "o rex glorie veni cum pace ave maria gracia plena dominus 1522", wiszący obecnie na wieży Kościoła Wniebowzięcia Najświętszej Maryi Panny w Niemodlinie, o którym wiadomo, że w pierwszych latach powojennych został przeniesiony ze starego drewnianego kościoła w Rogach. Także dokument sprzedaży wsi, wraz z patronatem kościoła z 1538 roku, pozwala potwierdzić istnienie świątyni, nie daje jednak informacji o istnieniu parafii w tym okresie. 
W pochodzącym z 1667 roku wykazie kościołów diecezji wrocławskiej brak jest informacji o parafii w Rogach, dopiero kolejny wykaz z lat 1687-1688 ponownie wymienia Rogi jako wieś parafialną. Ponowne zaistnienie parafii związane jest z faktem, że kilka lat wcześniej rozpoczęto budowę nowego drewnianego kościoła pod wezwaniem Wszystkich Świętych, który został konsekrowany w 1685 roku.
W XVIII wieku parafia znów przestaje funkcjonować i kościół w staje się świątynią filialną  Parafii Wniebowzięcia NMP w Niemodlinie. 
Ponownie parafia zaistniała w 18 grudnia 1890 roku, a obecny kościół parafialny zbudowany został w latach 1901–1903 w stylu neoromańskim, ufundował go ówczesny właściciel dóbr niemodlińskich, hrabia Fryderyk Praschma. 

## Liczebność i zasięg
Po zmianach dokonanych w latach 1949–1959, do parafii należą wierni mieszkający w następujących miejscowościach: Rogi, Góra Mała, Góra Wielka, Roszkowice, Rutki, Tarnica i Tłustoręby.

### Szkoły i przedszkola
- Publiczna Szkoła Podstawowa w Rogach[2].

## Proboszczowie (po 1945 roku)
- ks. Paweł Lojak,
- ks. Władysław Przygodziński,
- ks. Jan Polański
- ks. Stanisław Pielesz,
- ks. Józef Onyśków,
- ks. Rudolf Józef Halemba
- ks. Wojciech Tyczyński,
- ks. Zbigniew Malinowski - obecnie[2].